# Slag bij Austerlitz
De Slag bij Austerlitz of de Driekeizerslag (Tsjechisch: Bitva u Slavkova) vond plaats op 2 december 1805, tijdens de Derde Coalitieoorlog tegen het Franse keizerrijk van Napoleon. Napoleon versloeg de Oostenrijkse en Russische legers bij Austerlitz (tegenwoordig Slavkov u Brna in Tsjechië).

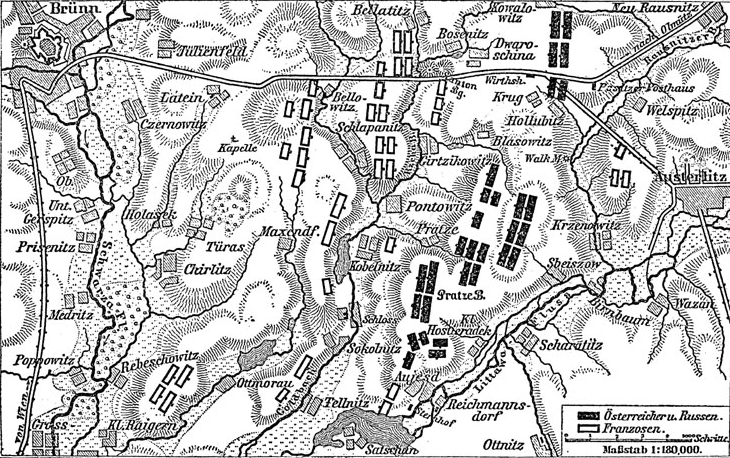
De beginopstelling op het slagveld tussen Brünn (linksboven) en Austerlitz (rechts)
witte rechthoekjes: Franse troepen
zwarte rechthoekjes: Oostenrijkse en Russische troepen

Aangezien slechts 75.000 Fransen het opnamen tegen 90.000 tegenstanders is het het militair genie van Napoleon dat beslissend bleek in de slag: door een opstelling in het dal te kiezen boven de strategisch beter gelegen hoogte lokte hij de Oostenrijkers naar een minder verdedigde flank, waardoor bij de hoofdmacht van de tegenstanders de aandacht verschoof. Na te hebben afgewacht tot de hoofdmacht uitdunde, startte Napoleon in de mist zijn befaamde "sprong van de leeuw". Een Franse troepenmacht van 17.000 man bezette de hoogte en splitste zo de troepen van de tegenstander in twee delen die vervolgens vanaf de hoogte beide werden aangevallen. Als noodgreep wierp de Russische tsaar zijn keizerlijke garde in de strijd die veel schade aanrichtte, maar te laat was om de Fransen te verdrijven.

## Achtergronden
In 1804 begon de Britse premier William Pitt de Jongere, die een Franse invasie van Groot-Brittannië vreesde, de Derde Coalitie te smeden tegen de hegemonie op het Europese continent van de Franse eerste consul, weldra keizer, Napoleon. Eerst lukte het hem om een anti-Frans verdrag te sluiten met Zweden, daarna met Rusland en uiteindelijk met het Oostenrijkse keizerrijk dat op 8 september 1805 met zestigduizend man het keurvorstendom Beieren binnenviel om een Franse opmars naar het oosten te blokkeren. In de zomer van 1805 zag Napoleon in dat als de Oostenrijkse en Russische legers zich zouden kunnen verenigen, het koninkrijk Pruisen zich daar vermoedelijk bij zou aansluiten wat een mogelijke overmacht aan vijandelijke troepen zou kunnen opleveren. Hij besloot Oostenrijk in een bliksemcampagne op de knieën te dwingen voordat de terughoudende Frederik Willem III van Pruisen zijn neutraliteit zou opgeven. Daarbij werd hij geholpen door de Oostenrijkse fout het grootste deel van hun leger in Italië in te zetten. In september 1805 zond Napoleon 194.000 troepen van zijn Grande Armée van 350.000 man die hij bij Boulogne voor de invasie geconcentreerd had, de Rijn over. In een grote omsingelende beweging omvatten de Fransen de Oostenrijkse troepen en dreven ze samen bij Ulm. Op 20 oktober gaf het garnizoen van Ulm zich vrijwel zonder slag of stoot over en lag de weg open voor een snelle Franse opmars, geleid door Napoleon zelf, naar Wenen dat op 13 november zonder noemenswaardige strijd viel.
Ondertussen was een Russisch expeditieleger onder Michail Koetoezov aangekomen in Oostenrijk. Eerst voorwendend dat hij samen met de restanten van de Oostenrijkse strijdmacht, elfduizend man, Wenen zou verdedigen, trok Koetoezov op 11 november zijn troepen ver naar het noordoosten terug in Moravië, gevolgd door Napoleon die op 23 november Brno bereikte. De toestand van het Franse leger was op dat moment niet onverdeeld gunstig. De snelle opmars was alleen mogelijk geweest door een beperkte strijdmacht in te zetten en gebruik te maken van de nieuwe oogst die in de landstreken waar de invasiemacht doorheen trok net binnengehaald werd. Het voedsel begon nu echter op te raken. Daarbij dreigde voor Frankrijk als geheel een nationaal bankroet wegens de hoge oorlogskosten. Napoleon wilde daarom een snelle overwinning afdwingen. Die leek echter niet voor de hand te liggen. Koetoezov had met een numerieke overmacht een sterke verdedigende positie ingenomen ten oosten van het riviertje de Litava en ten westen van het plaatsje Austerlitz dat de Fransen weer hadden moeten ontruimen. Daarbij was hij van plan om, mochten de Fransen echt in staat zijn de Russische stellingen te bedreigen, steeds verder terug te trekken, eerst over het Tatragebergte en desnoods tot in Galicië. Aan gebrek aan bevoorrading zou het Franse leger dan in de winter te gronde gaan.
Het lukte Napoleon echter om de geallieerde troepen zo te manipuleren dat ze tot een aanval overgingen. Koetoezov had namelijk geen vrijheid van handelen: zijn leger werd begeleid door keizer Frans II van het Heilige Roomse Rijk, en tsaar Alexander I van Rusland. Frans II, die de oorlog eigenlijk al verloren achtte, wilde zo snel mogelijk een regeling met Frankrijk, in de hoop de schade beperkt te houden. Alexander I, daarin gesteund door het grootste deel van het Oostenrijkse officierenkorps, wilde de kans niet laten liggen om Napoleon een nederlaag toe brengen nu hij in zijn vooruitgeschoven positie zo kwetsbaar leek. Napoleon speelde daar op 25 november handig op in door generaal Anne Jean Marie René Savary naar het geallieerde hoofdkwartier te sturen met het aanbod om een wapenstilstand te sluiten. Frans II ging daar op 27 november gretig op in. Alexander I zag zich hierdoor bevestigd in zijn oordeel dat Napoleon in het nauw gebracht was. Op 28 november zond hij generaal-adjudant Pjotr Dolgoroekov naar het kamp van Napoleon met de eis dat Frankrijk al het Oostenrijkse grondgebied zou ontruimen en heel Italië opgeven. Hoewel de Franse keizer haast van woede explodeerde, lukte het hem zijn uiterlijke kalmte te bewaren en een verslagen indruk te maken. Hierop liet Napoleon de hoogten van Prace of Prätzen ontruimen, de heuvelrug die ten westen van de Litava ligt, waarbij de troepen moesten voorwenden dat ze in paniek geraakt waren door de zich verzamelende vijand. Tijdens een geallieerde krijgsraad op 1 december kreeg tsaar Alexander de overhand en men besloot een plan van generaal-majoor Franz von Weyrother uit te voeren om zelf de hoogten van Prace te bezetten en daarna een veldslag aan te gaan waarbij men met 59.300 man, oprukkend in vijf elkaar volgende colonnes, de zwakkere Franse rechterflank zou doorbreken. Men meende daarbij zeer goede vooruitzichten te hebben op een overwinning gezien een algeheel numeriek overwicht van ongeveer negentigduizend tegenover vijftigduizend man en 278 tegenover 139 stukken geschut.

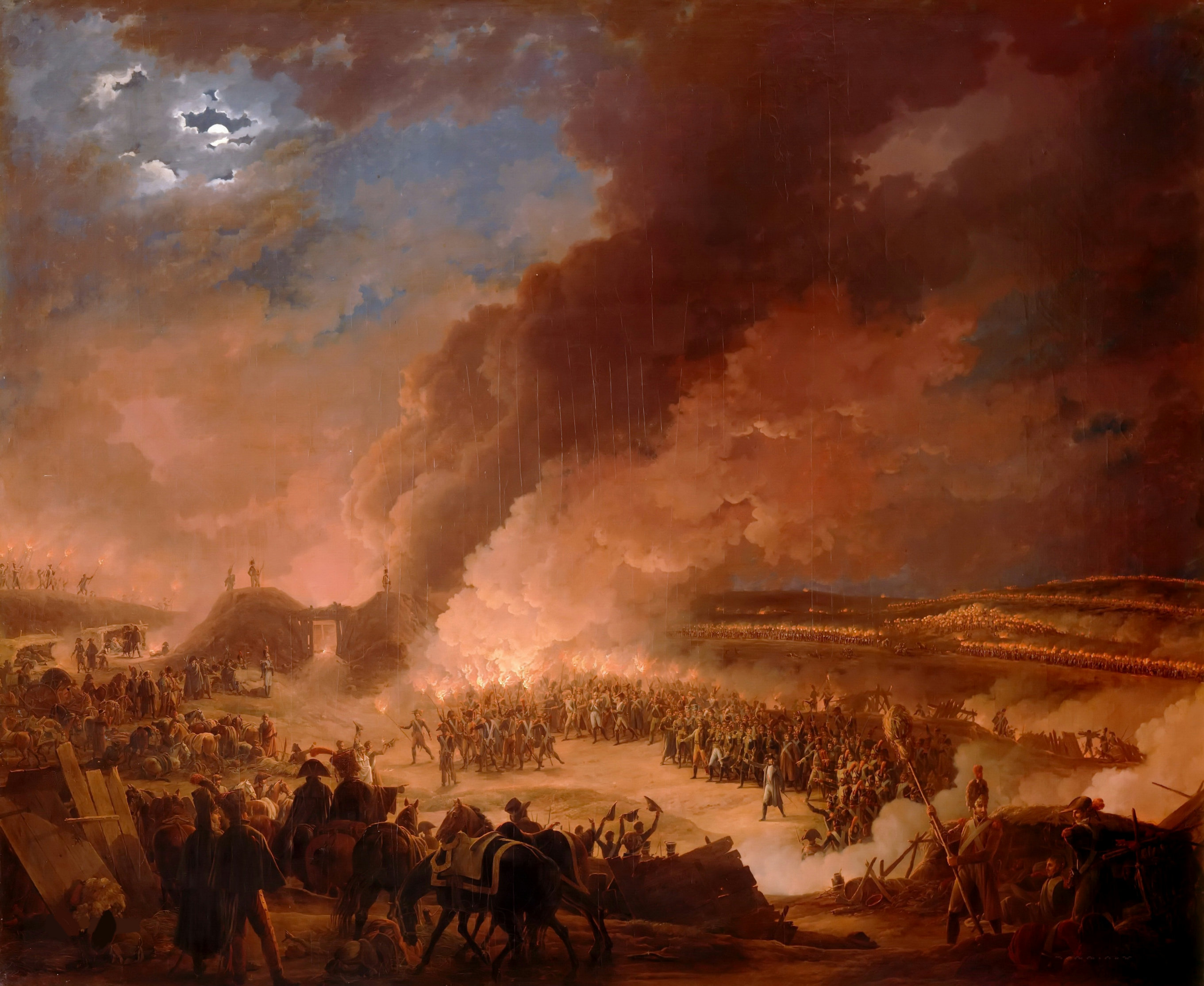
Het leger juicht Napoleon toe in de nacht voor de slag

In feite had Napoleon zijn rechterflank opzettelijk verzwakt om een aanval uit te lokken. Daarbij waren kort daarvoor twintigduizend man versterkingen gearriveerd, onder andere het Ie Korps onder maarschalk Jean-Baptiste Jules Bernadotte dat weer uit Bohemen was teruggetrokken, zodat de krachtsverhoudingen veel gunstiger voor hem waren dan de geallieerden dachten. Hoewel hij befaamd was om zijn geniale strategische manoeuvres tijdens de opmars van legers, paste Napoleon tijdens de eigenlijke veldslagen meestal dezelfde simpele tactiek toe: een zo groot mogelijke overmacht bleef op het zwakste punt van de vijand inhameren totdat de verdediging van de tegenstander het begaf. De Slag bij Austerlitz onderscheidt zich door de ongebruikelijke subtiliteit dat Napoleon nu de vijand zelf dat zwakke punt liet scheppen door zijn troepen uit te rekken in de achtervolging van de zogenaamd verslagen Franse rechterflank. Napoleon hoopte door een onverwachte troepenconcentratie de hoogten van Prace opnieuw te bezetten om van daaruit de oprukkende geallieerde linkerflank te verpletteren — hij hoopte zelfs dat het hele vijandelijke leger de route onder de heuvelrug door zou nemen.
Napoleon was niet heel zeker van een overwinning. Alles hing ervan af of de vijand zou handelen als hij voorspeld had. Indien het anders liep en een onbeslist treffen volgde, was het risico groot dat Pruisen, waarvan het leger al in Silezië mobiliseerde, zich in de strijd zou mengen. Ook was de hoofdmacht van het Oostenrijkse leger van Italië naar Hongarije getrokken en dreigde zijn verbindingen van de zuidkant af te snijden. Op 1 december inspecteerde Napoleon persoonlijk het leger, waarbij hij voor het eerst zijn beroemde grijze overjas droeg — vermoedelijk omdat het vrij koud was. Ruwe grappen makend met zijn veteranen, merkte hij dat het moreel van de troepen uitstekend was. In de avond stelde hij een proclamatie aan het leger op waarin hij uitzonderlijk genoeg de hele Franse strategie uit de doeken deed om te voorkomen dat de manschappen gedemoraliseerd zouden raken door de opmars van de geallieerde linkerflank. In de vroege nacht bezocht hij zijn rechterflank om die moed in te spreken en viel toen bijna in handen van een voorpost van kozakken.
Terugkerend in het hoofdkamp merkte hij tot zijn verbijstering dat de troepen hem met fakkels, vreugdevuren en toejuichingen begroetten ter viering van de eerste verjaardag van zijn kroning tot keizer. Eerst werd Napoleon hierom boos maar raakte al snel aangedaan door deze betuiging van trouw. Om 04:00 ging hij een paar uur slapen met de woorden "Dit is de beste avond van mijn leven" in een strooien hutje dat zijn garde speciaal voor hem in elkaar gezet had. Al deze romantische gebeurtenissen werden later geliefde onderwerpen voor romanciers en schilders.

## De slag

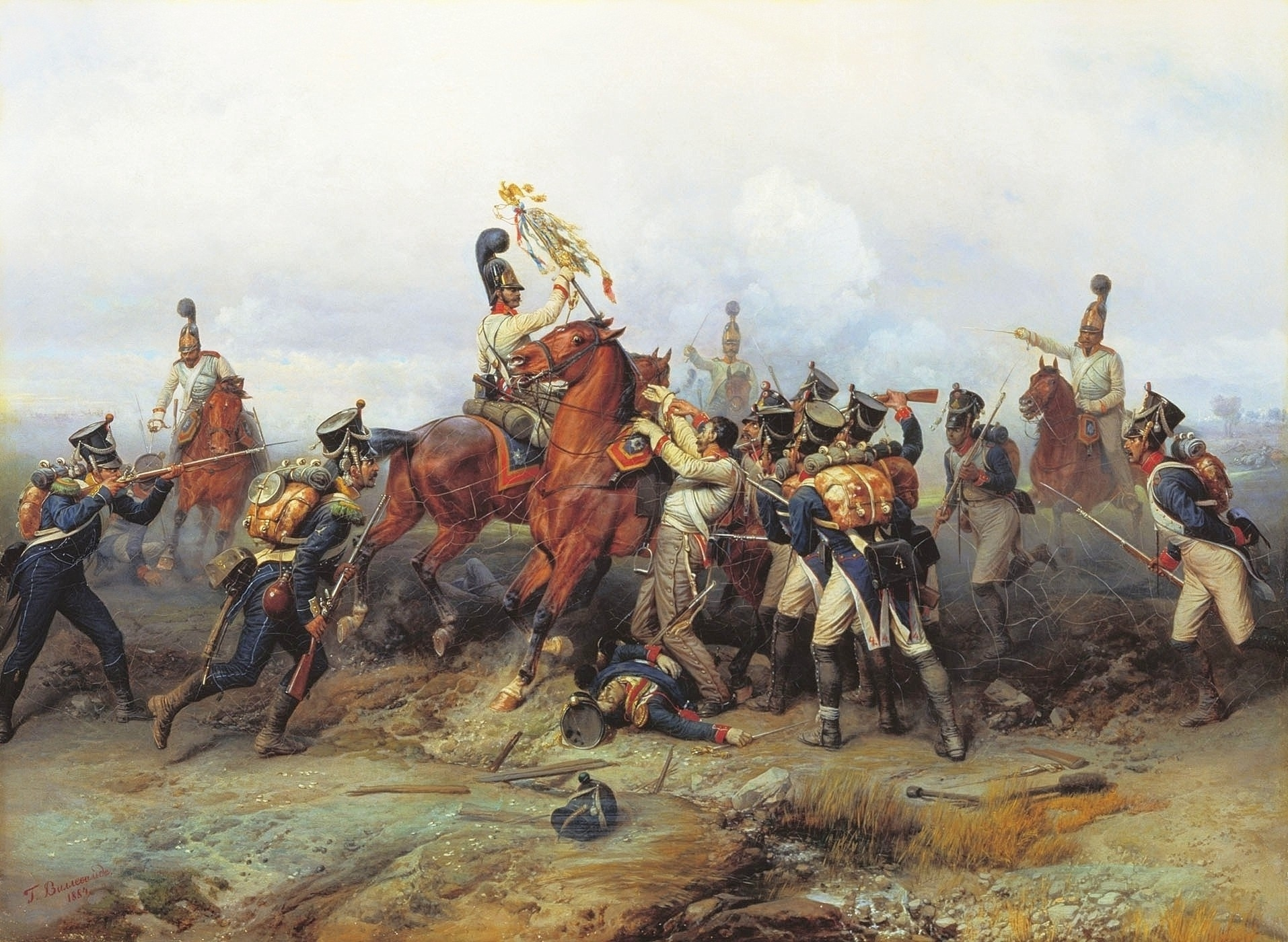
De Russen veroveren hun enige buitgemaakte vaandel

Tegen 07:00, 2 december, begonnen de Russische troepen van hun positie op de hoogten van Prace af naar het zuidwesten op te rukken en rond 08:00 vielen ze de Franse rechterflank aan bij Telnice. Na eerste successen door de Russische voorhoede, bleken de Fransen veel meer weerstand te kunnen bieden dan verwacht door het arriveren van een versterkend IIIe Korps van achtduizend man onder maarschalk Louis Nicolas Davout dat in drie geforceerde dagmarsen van Wenen uit naar het noorden was opgerukt. Om de weerstand te breken bewogen de geallieerden steeds meer troepen naar deze sector. Dat gebeurde echter relatief langzaam omdat de verschillende eenheden gedesorganiseerd raakten. De geallieerde overmacht kon hierdoor niet effectief worden uitgebuit en het lukte ze niet de Franse defensieve lijn langs de Goldbach te breken.

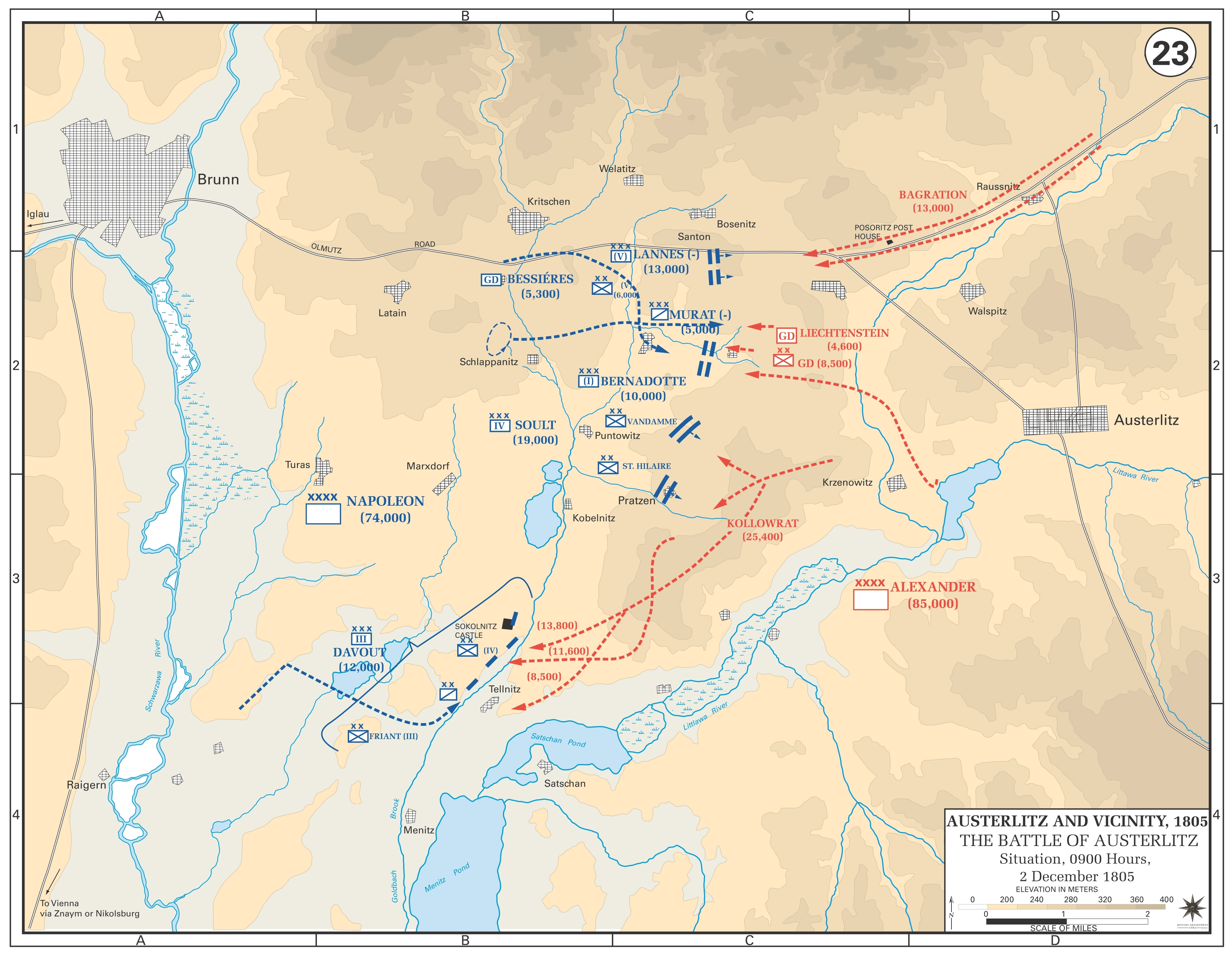
De hoofdmanoeuvres tijdens de slag

Rond 09:00, toen tot zijn teleurstelling duidelijk was geworden dat de geallieerden sterke eenheden tegenover de Franse linkerflank en centrum bleven handhaven, gaf Napoleon bevel om de hoogten van Prace van het noordwesten uit te bestormen met drieëntwintigduizend man van het IVe Korps onder maarschalk Nicolas Jean-de-Dieu Soult. De Franse aanval werd gedekt door een ochtendmist. Toen de nevel optrok, en de beau soleil d'Austerlitz doorbrak, werden de zwakke Russische troepen die de heuvelkam nog hielden verrast door het onverwachte arriveren van een Franse overmacht.
Het zwaartepunt van de aanval lag bij Soults rechterdivisie geleid door generaal Louis-Vincent-Joseph Le Blond de Saint-Hilaire. Daarvan viel de voorhoede, een regiment onder brigadegeneraal Charles Morand, het hoogste punt van de rug aan, de Prätzeberg, terwijl de 1e brigade onder brigadegeneraal Paul Thiébault de vallei ten noorden daarvan moest bezetten. Bij de opmars van de brigade deed echter Russisch musketvuur uit de richting van het gehucht Prace het meest linkse bataljon op de vlucht slaan, waarna herhaalde Russische tegenstoten van bataljonssterkte wat Frans geschut veroverden, lichte vierponders. Thiébault zwenkte daarop naar links aan het hoofd van het volgende bataljon in lijn en zuiverde Prace terwijl zijn rechterregiment het geschut heroverde en daarna zes Russische bataljons op de vlucht deed slaan die tot de achterhoede van de geallieerde linkerflank bleken te behoren. Koetoezov zelf was nabij en probeerde zijn troepen weer in het gelid te brengen maar werd aan de wang gewond door een musketkogel. De tsaar, die zich vlak achter Prace bevond, was gewond geraakt door een granaatontploffing.
Toen Morand met de voorhoede op de Prätzeberg verscheen, leidde dat tot grote consternatie onder de naar het zuidwesten opmarcherende geallieerde colonnes. Generaal-majoor Sergej Michailowitsj Kamenski liet zijn brigade rechtsomkeert maken en zond zijn vierduizend man naar de heuveltop waar ze echter door Thiébaults oorspronkelijk gevluchte bataljon werden afgestopt.
Achtduizend man Oostenrijkse troepen onder luitenant-generaal Johann Karl Kollowrath, die bestemd waren geweest voor de linkerflank, werden nu naar de heuvelrug afgebogen en probeerden zich voor te doen als Beierse bondgenoten van de Fransen: zowel Beieren als Oostenrijkers droegen witte uniformen. Dit leidde tot een kortstondige verwarring en men stond toe dat ze de Franse linies van het oosten uit dicht naderden. Saint-Hillaire zag toen een zogenaamd Beierse officier contact maken met de Russen. Hij liet snel de middelzware artillerie van de divisie, zes twaalfponders, geladen met kartets direct achter de linie opstellen. Toen de Oostenrijkers op veertig meter waren genaderd, zonder dat er een schot gewisseld was, weken de Fransen achter hun kanonnen die daarop een salvo afvuurden dat grote gaten sloeg in de Oostenrijkse gelederen. Meteen daarop voerde de Fransen een felle bajonetaanval uit en Kollowraths troepen sloegen in paniek op de vlucht. Toen de Russische brigade onder Kamenski dit zag, viel ze ook terug. Rond 11:00 kon Thiébault de oostelijke flank van de geallieerde linkervleugel ronden en het vijandelijke leger in tweeën splitsen. De geallieerden probeerden alsnog naar het noorden uit de omvatting te breken en een grote massa troepen drong opnieuw de heuvelrug op. Het lukte Thiébault en Morand een uur lang stand te houden. Even overwogen ze naar het westen afdalend terug te trekken maar ze beseften dat de Franse lijn het dan heel snel kon begeven. Tegen 12:00 hadden de geallieerden alle stootkracht verloren. Thiébault en Morand hadden met een veel grotere vijandelijke strijdmacht te kampen gehad dan Napoleon voorzien had en met hun vijfduizend man zo'n twintigduizend tegenstanders verslagen. De 1e brigade leed van alle Franse eenheden de grootste relatieve verliezen en had 842 doden en gewonden te betreuren op een totale sterkte van 3307 man.

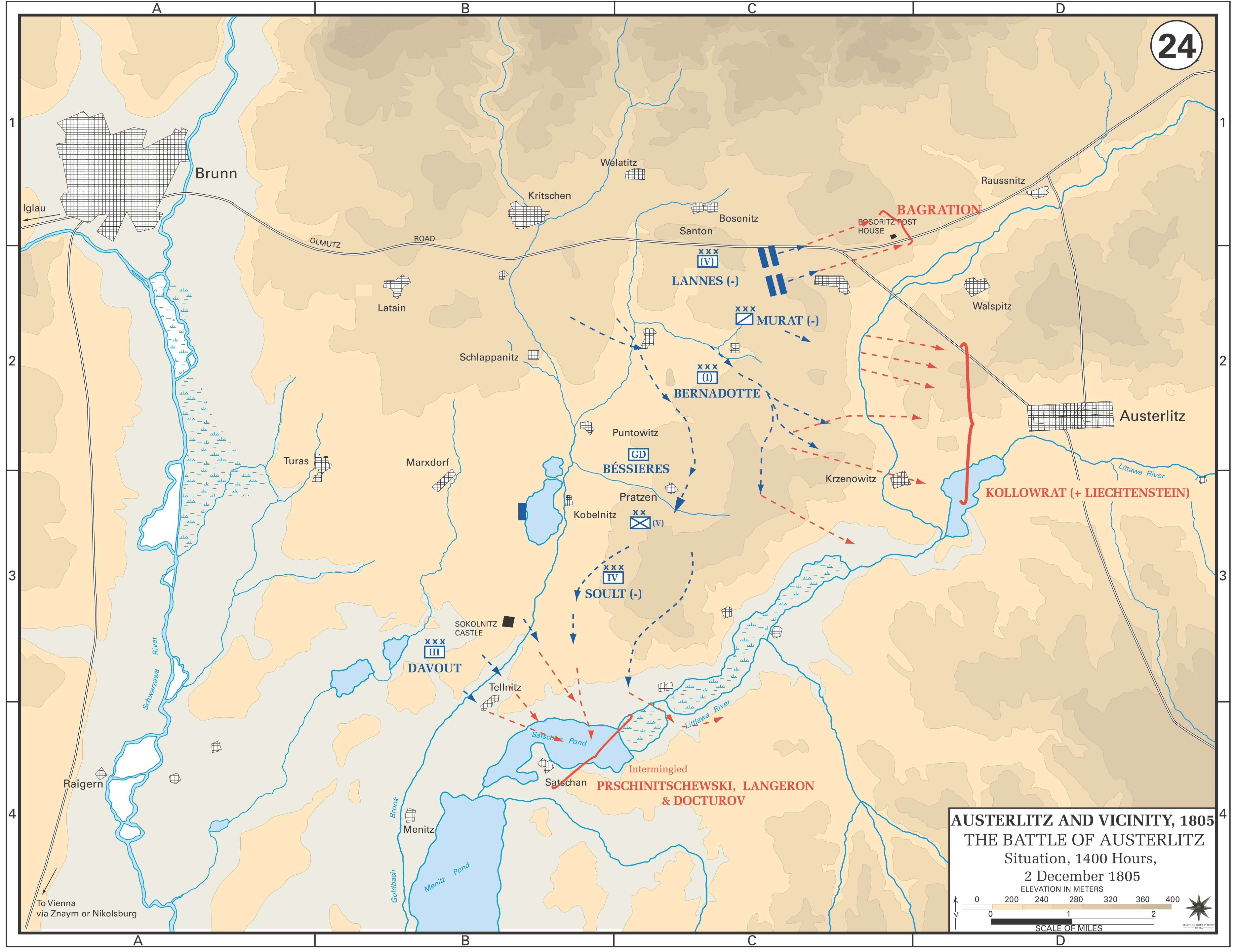
De eindfase van de slag

Het Russische opperbevel besefte dat de situatie nu kritiek was. Om het tij te keren werden na 11:30 8 500 man van de Russische Keizerlijke Garde onder grootvorst Constantijn Pavlovitsj ingezet tegen de Franse noordflank op de heuvelrug. Dit leidde tot een confrontatie met de rest van het Franse centrum dat door Napoleon bevolen was de opmars van Soult te ondersteunen. Na felle strijd, waarbij twee bataljons van Dominique Vandamme voor een Russische cavaleriecharge naar het westen vluchtten en Vive l'Empereur roepend bijna Napoleons hoofdkwartier onder de voet liepen, werden de Russen uiteindelijk naar het oosten geworpen, hoewel ze één Frans vaandel veroverden, van het 4e Linieregiment waarvan de verdedigende carrés door vuur van zesponders uiteen waren gevallen waarna ze door de cavalerie neergesabeld waren. Bij de Franse tegenaanval speelden de bereden Mammelukken van de keizerlijke garde onder generaal Jean Rapp een grote rol; hij bracht de veroverde Russische cavalerievaandels persoonlijk in triomf naar Napoleon.

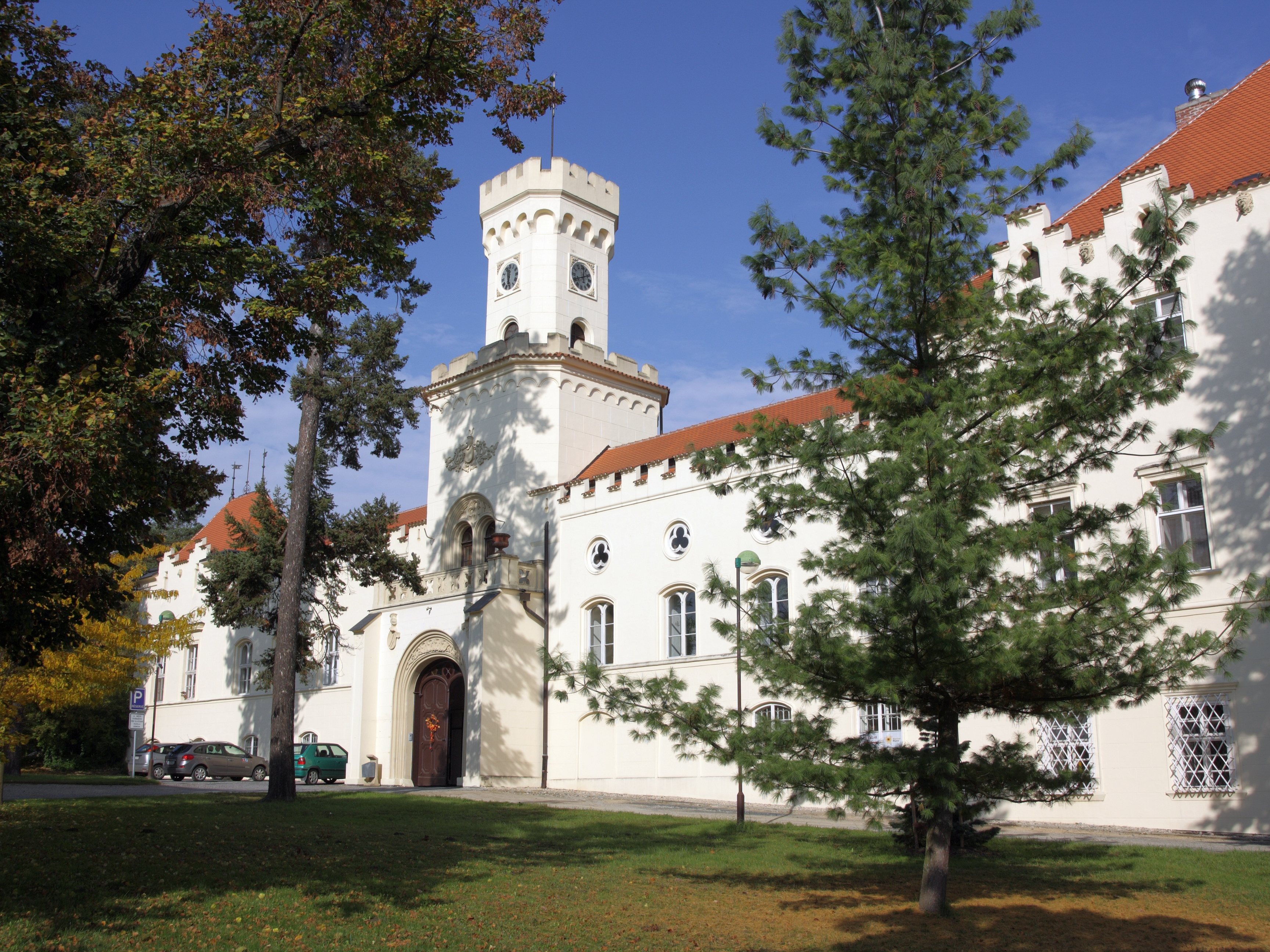
In het kasteel van Sokolnice werden honderden Russen afgeslacht

Ondertussen waren er ook gevechten uitgebroken tussen de Franse linkerflank en de geallieerde rechterflank onder Pjotr Bagration die 9200 voetsoldaten en 4500 cavaleristen sterk was. Een eerste cavaleriecharge door François Étienne de Kellermann werd teruggeworpen door een overmacht aan Russische ruiterij. Daarna zette Joachim Murat twee divisies kurassiers in die de Russische cavalerie verdreven.
In het zuiden werd de situatie van de geallieerde linkerflank rond 14:00 hopeloos. Afgesneden van het geallieerde centrum, werd de grote massa troepen wanordelijk opeengedrongen, frontaal aangevallen door Davout en in de flank en de rug door Soult. De Oostenrijkse cavalerie onder Michael von Kienmayer sloeg op de vlucht. De Russische commandant Friedrich Wilhelm von Buxhoeveden nam, geheel beneveld, ook de wijk. Sommige troepen probeerden zich te verschansen in het kasteel van Sokolnice. Davout gaf bevel bij de bestorming van het kasteel geen overgave te accepteren en alle vijandelijke soldaten, zelfs de gewonde, af te maken, waarna een bloedbad volgde. Zo'n vijfduizend man vluchtten na 15:30 over bevroren plassen ten zuiden van het slagveld. Napoleon beweerde achteraf in het officiële legercommuniqué dat maar liefst twintigduizend daarvan verdronken toen hij het ijs door kanonschoten liet breken maar vermoedelijk wist het leeuwendeel te ontkomen.  Hij liet de plassen kort erop droogleggen om door het ijs gezakt geschut te bergen en toen werden maar twee lijken aangetroffen. Over de hele breedte van het slagveld waren de geallieerde troepen tegen de avond op de vlucht geslagen maar het Franse leger was te uitgeput om direct de achtervolging in te zetten.

## Afloop

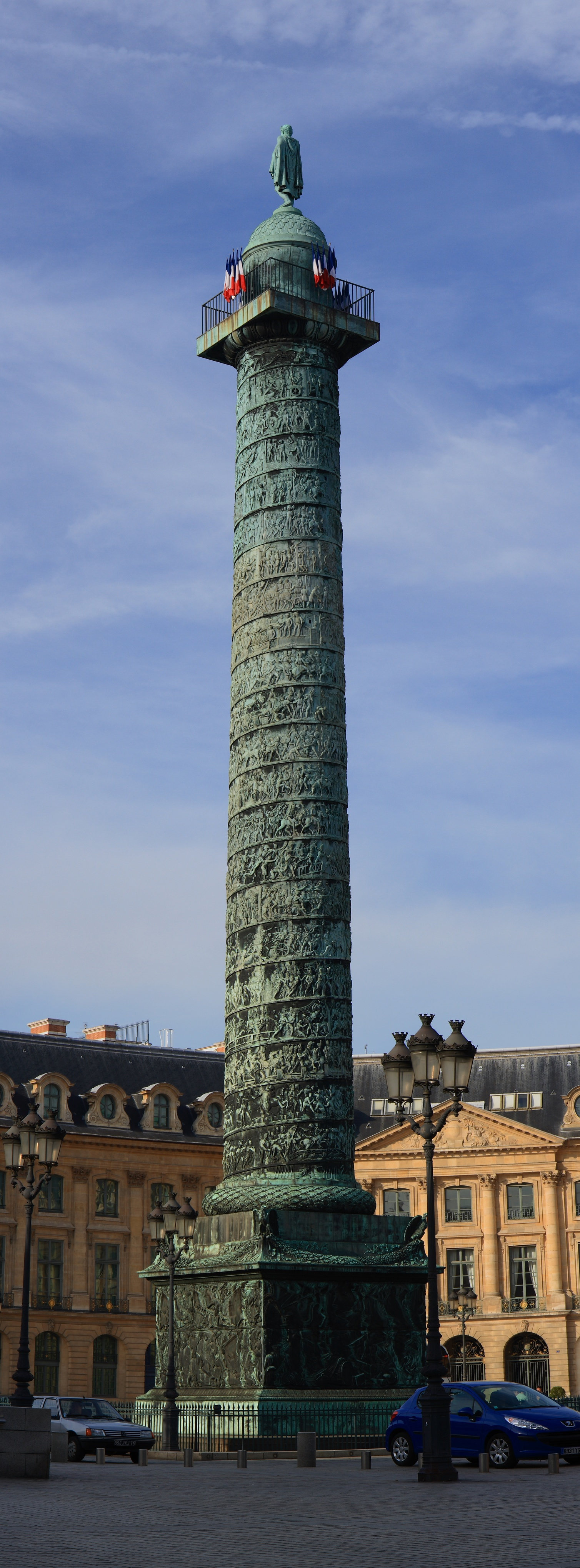
De Colonne Vendôme

De geallieerden hadden ongeveer 27.000 man verloren aan doden, gewonden en krijgsgevangenen uit een totaal van 85.000 man ingezette troepen. Elfduizend Russen en vierduizend Oostenrijkers waren uitgeschakeld en twaalfduizend gevangengenomen. De Fransen verloren een kleine negenduizend man — 1305 doden, 6940 gewonden en 573 krijgsgevangenen — van de 73.000 die ze hadden ingezet. Ze veroverden 180 kanonnen en vijfenveertig vaandels.
Op 26 december 1805 tekende Oostenrijk de Vrede van Presburg. Per saldo verloor het wat grondgebied en het moest "herstelbetalingen" afdragen maar het belangrijkste gevolg was dat de keizer al zijn soevereiniteit buiten zijn erflanden opgaf. In 1806 deed Frans II afstand van zijn titel van Keizer van het Heilige Roomse Rijk dat daarmee in feite ten einde kwam; hij noemde zich nu slechts Keizer van Oostenrijk, een titel die hij in 1804 had aangenomen. Napoleon liet de Duitse Rijnbond oprichten. De overwinning vestigde voorgoed Napoleons reputatie als een geniaal veldheer; tot dan toe had de adel van Midden- en Oost-Europa hem gemeenlijk beschouwd als een overschatte opportunist en parvenu.
De Russische troepen trokken zich naar het oosten terug maar Rusland zette de oorlog voort. De tsaar wist het achtervolgende korps van Davout af te schudden door valselijk te beweren dat hij een wapenstilstand met Napoleon had gesloten. Hoewel de Derde Coalitie was mislukt, bleef ook het Verenigd Koninkrijk de strijd voortzetten, hierin gesterkt door de beslissende overwinning op zee in de Slag bij Trafalgar. Pruisen nam, hoewel er nu eigenlijk geen kans meer was op succes, het in 1806 alsnog tegen Frankrijk op in de Vierde Coalitieoorlog waarbij het Pruisische leger vernietigend verslagen werd.
De Slag bij Austerlitz wordt meestal gezien als Napoleons meest briljante overwinning. Zelf was hij er ook zeer tevreden over. Hij sprak de manschappen na afloop toe met de woorden: Soldats! Je suis content de vous. In dezelfde toespraak gebruikte Napoleon zelf voor de eerste keer de naam "Slag bij Austerlitz" in de beroemde eindzin (...)
il vous suffira de dire, "J'étais à la bataille d'Austerlitz", pour que l'on réponde, "Voilà un brave" 

(het zal u volstaan om te zeggen, "Ik was bij de Slag bij Austerlitz", dat men u zal antwoorden, "Ziedaar een dapper man").
 Iedere Franse soldaat die aan de slag deelnam, kreeg tweehonderd franc. Alle wezen van in de slag gesneuvelde soldaten werden door Napoleon geadopteerd en mochten "Napoleon" aan hun doopnamen en familienamen toevoegen.

## Vieringen
In 2005 werd herdacht dat de slag tweehonderd jaar eerder plaatsvond.

## Vernoemd
- Pont d'Austerlitz, een brug over de Seine in Parijs
- Viaduc d'Austerlitz, een spoorbrug over de Seine in Parijs
- Gare d'Austerlitz, een treinstation in Parijs
- Gare d'Austerlitz (metrostation), een metrostation in Parijs
- Colonne Vendôme, ook wel Austerlitz-zuil genoemd, een gedenkteken in Parijs voor de slag bij Austerlitz waarin brons is opgenomen van in de slag buitgemaakte kanonnen. Op de zuil staat — tegenwoordig alweer het vierde — een beeld van Napoleon als triomfator.
- Het Utrechtse plaatsje Austerlitz dankt zijn naam aan deze Franse overwinning. Hier staat de Pyramide van Austerlitz, een bouwwerk dat de Franse generaal Auguste de Marmont in 1804 door zijn soldaten liet bouwen en pas achteraf naar de slag vernoemd werd.